# Coléoptère (aéronautique)
Ne doit pas être confondu avec Coleoptera, un groupe d'insectes également désignés « coléoptères ».
Pour les articles homonymes, voir Coléoptère (homonymie).
Un coléoptère est un type d'aéronefs à à décollage et atterrissage verticaux (ADAV) qui emploie une soufflante carénée comme partie principale de son fuselage. Généralement, ils ont l'apparence d'un grand tonneau circulaire en bas avec un cockpit de petites dimensions en partie supérieure, et appartiennent aussi à la famille des tail-sitters.
Le nom vient du premier appareil du genre à avoir réellement volé, le prototype français SNECMA Coléoptère, au milieu des années 1950. En anglais, le terme employé est coleopter, obtenu par l'anglicisation du terme français.

## Histoire
Le premier concept d'un aéronef utilisant clairement le principe de fonctionnement d'un coléoptère fut développé pendant la Seconde Guerre mondiale. À partir de 1944, la Luftwaffe souffrait de bombardements diurnes presque ininterrompus sur ses aérodromes et il devint presque totalement impossible pour elle de mener des opérations de grande envergure. La solution choisie fut celle de concevoir et mettre en service quelques intercepteurs de type ADAV qui pourraient être lancés depuis n'importe quel emplacement dégagé, ne nécessitant alors aucune piste aménagée pour décoller ou atterrir. Il y eut de nombreuses propositions pour ce type d'aéronefs. Heinkel conduisit une série d'études de conception dans le cadre des programmes des Wespe et Lerche. Le Wespe devait utiliser un turbopropulseur Benz de 2 000 ch, mais ce moteur ne fut jamais disponible à temps. Le Lerche devait à la place utiliser deux Daimler-Benz DB 605 — le moteur du Bf 109 — mais, comme son acolyte, il ne dépassa jamais le stade de la planche à dessin.
Dans l'immédiat après-guerre, la plupart des recherches sur les ADAV se focalisa sur l'hélicoptère. Toutefois, dès que les limitations d'une voilure tournante devinrent évidentes, les différentes équipes d'ingénieurs se mirent à chercher d'autres solutions, dont beaucoup débouchèrent sur l'idée d'employer directement des moteurs à réaction pour créer une poussée verticale. La SNECMA développa une série de systèmes de ce type lors de la série des expérimentations sur les ATAR volants pendant les années 1950. Afin d'encore améliorer la conception de ces machines, la SNECMA demanda à Nord-Aviation de construire une aile annulaire et l'adapta au dernier des ATAR volants afin de créer le C-450 Coléoptère. Ce nouvel appareil effectua son premier vol le 6 mai 1959, mais il s'écrasa le 25 juillet et aucun nouvel exemplaire ne vint le remplacer. Toutefois, même après une courte existence, le prototype dévoila de nombreux problèmes sérieux relatifs au moment cinétique du moteur, qui rendait son contrôle en vol assez délicat.
Aux États-Unis, la société Hiller travaillait sur plusieurs plateformes à soufflante carénée à l'origine conçues par Charles Zimmerman. Après quelques succès initiaux, l'US Army demanda une série de modifications qui augmentèrent la taille et le poids de la plateforme, ce qui mena à l'apparition de nouveaux problèmes de stabilité. Ces derniers nécessitaient généralement une taille et une puissances plus importantes pour être corrigés, et aucun concept satisfaisant ne put émerger de ces efforts. À la place, Hiller approcha l'US Navy avec l'idée de construire un appareil correspondant totalement au concept de coléoptère. Cette idée vit le jour sous la forme du Hiller VXT-8, qui était très ressemblant à l'appareil de la SNECMA, même s'il employait une hélice à la place d'un turboréacteur. Toutefois, l'apparition d'hélicoptères à turbomoteurs performants comme le Huey apportait de telles améliorations de performances par rapport aux concepts à moteurs à pistons que la Navy perdit tout intérêt pour le VXT-8, même si des performances encore meilleures avaient été estimées pour celui-ci. Seule une maquette fut construite.
Convair sélectionna la disposition coléoptère pour sa proposition de Model 49, pour le programme de l'Advanced Aerial Fire Support System (AAFSS). L'AAFSS demandait la conception d'un nouvel hélicoptère à grande vitesse pouvant remplir les rôles d'attaque et d'escorte, et reçut une impressionnante série de propositions de girodynes, d'appareils à rotors superposés contrarotatifs et de tentatives similaires d'amélioration des performances par rapport aux hélicoptères dits « classiques ». Toutefois, aucun appareil n'était aussi peu conventionnel que le Model 49. L'US Army décida toutefois de « rester conventionnelle » et sélectionna les AH-56 Cheyenne et Sikorsky S-66 pour un développement ultérieur. L'appareil finalement retenu fut l'AH-64 Apache, après de nouveaux changements appliqués au programme AAFSS initial.

## Dans la fiction
Dans l'album no 3 de la série Dan Cooper Le mur du silence, le protagoniste rencontre le capitaine Duroc, qui pilote un prototype de coléoptère. Cet appareil est décrit comme étant très manœuvrable et ayant une vitesse pouvant dépasser théoriquement les 20 000 km/h.
Dans la série de bande dessinées Les Petits Hommes (commencée en 1972), les protagonistes se déplacent en "coléo"